# بلایای طبیعی در چین

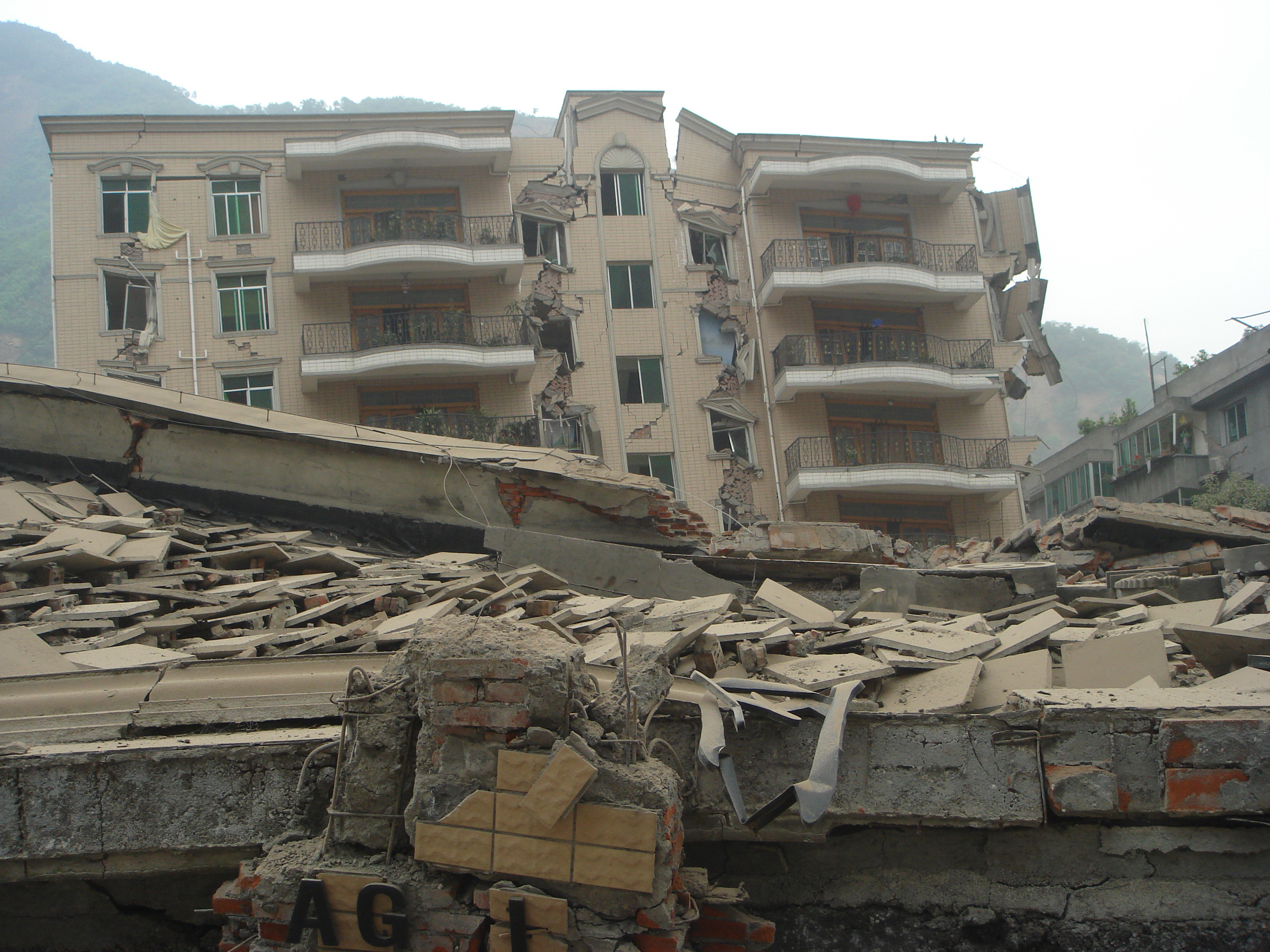
زمین‌لرزه ۲۰۰۸ سیچوان

چین یکی از کشورهایی است که بیشتر در معرض بلایای طبیعی قرار دارد. سه مورد از ۱۰ مورد کشنده‌ترین بلایای طبیعی جهان در چین اتفاق افتاده‌است. سیل ۱۹۳۱ چین ، تلفات ۳ میلیون تا ۴ میلیون نفر، سیل رودخانه زرد ۱۸۸۷ ، تعداد کشته شدگان ۰٫۹ میلیون به ۲ میلیون نفر و زمین‌لرزه ۱۵۵۶ شاآنشی ، تلفات ۰٫۸۳ میلیون نفر.
بلایای طبیعی به‌طور مکرر در چین رخ می‌دهد و سالانه بیش از ۲۰۰ میلیون نفر را تحت تأثیر قرار می‌دهد. آنها به یک عامل محدود کننده مهم برای توسعه اقتصادی و اجتماعی تبدیل شده‌اند.
در جریان تاریخ انواع مختلفی از بلایای طبیعی در چین رخ داده‌است ، که شامل سیل ، خشکسالی ، هواشناسی ، زمین لرزه ای ، زمین‌شناسی ، دریایی و بلایای زیست محیطی و همچنین آتش سوزی جنگل و مرتع می‌باشد.
این بلایای طبیعی تهدیدهای جدی برای امنیت جان و مال برای چین و مردم آن ایجاد کرده و بر توسعه جامع ، هماهنگ و پایدار اقتصاد و جامعه آن کشور تأثیر می‌گذارد. علاوه بر این ، آنها امنیت ملی و ثبات اجتماعی چین را تهدید می‌کنند و در راه توسعه اقتصادی در برخی مناطق و کاهش فقر برخی از جمعیت روستایی ایستاده‌اند.

## بلایای طبیعی در طول تاریخ
بلایای طبیعی نمادی سنتی از بلایای طبیعی را به عنوان عذاب الهی نشان می‌دهد: tianzai (天災) ، به معنای واقعی کلمه "فاجعه آسمانی"
در اعتقادات باستان ، بلایای طبیعی به عنوان پاسخ بهشت به رفتار غیراخلاقی انسان تلقی می‌شد ، به موجب آن رفتار افراد مختلف وزنهای مختلفی را به همراه داشت. در حالی که رفتار افراد عادی در رده آخر قرار داشت ، اقدامات بوروکرات‌ها تأثیر بیشتری داشتند.  با توجه به اینکه در امپریال چین رفتار امپراتور مهمترین اعتقاد بر این بود ، اعتقاد عمومی این بود که امپراتور باید سعی کند با پیشگیری از بروز حوادث با اطمینان از رفتار وی مطابق با قوانین اخلاقی باشد - و اگر فاجعه ای رخ می‌داد ، مسئولیت رسیدگی به این مسئله را داشت. براساس اعلام مؤسسه توسعه خارج از کشور ، ماهیت دولتی کمک‌های بشردوستانه در چین امروز به این عقاید سنتی بر می‌گردد.  چینی‌ها معتقد بودند که بلایای طبیعی پایان سلسله یا مرگ یک رهبر بزرگ را پیش بینی می کند.
این مفهوم ارتباط کیهانی بین بلایای طبیعی و رفتارهای انسانی در اوج سالهای مائوئیستی ، هنگامی که طبیعت به عنوان "دشمن برای غلبه بر ، یک دشمن که پاشنه پا می‌شود" ظاهر شد ، رد شد. پوسترهای تبلیغاتی با شعار "زمین لرزه‌ها نمی‌توانند ما را بترسانند ، تولید شوند ، قطعاً مردم طبیعت را فتح خواهند کرد."

## سیل و طوفان
چین شش مورد از ۱۰ مرگبارترین سیل و رانش زمین در همه زمان‌ها داشته‌است. میزان تخریب مرگ و میرها در سیل سال ۱۹۳۱ در چین بین ۲ تا ۴ میلیون نفر است که به عنوان کشنده‌ترین سیل در همه زمان‌ها ذکر شده‌است ، که این نیز کشنده‌ترین بلایای طبیعی همه زمان‌ها است. سیل ۱۸۸۷ در رودخانه زرد در سیل و بلایای طبیعی در رده دوم تلفات قرار گرفت و جان خود را از بین ۰٫۹ تا ۲ میلیون نفر اعلام کرد. سیل رودخانه زرد در سال ۱۹۳۸ با مرگ ۵۰۰۰۰۰-۷۰۰٬۰۰۰ سومین بار بود.

## زمین لرزه
چین دارای ۳ از ۱۰ کشنده‌ترین زمین لرزه در جهان ، از جمله زمین‌لرزه ۱۵۵۶ شاآنشی که گزارش شده بیش از ۸۳۰٬۰۰۰ نفر را کشته ، به عنوان کشنده‌ترین زمین لرزه در همه زمان‌ها و سومین کشنده‌ترین فاجعه طبیعی ذکر شده‌است. زمین‌لرزه ۱۹۷۶ تانگشان ، با تخمینی مرگ به بین ۲۴۲٬۴۱۹ و ۷۷۹٬۰۰۰ شود، رتبه سوم مرگبارترین زلزله از همه زمان‌ها، و ۸ مرگبارترین فاجعه طبیعی است. در زمین‌لرزه ۱۹۲۰ های‌یوان منجر به کشته شدن ۲۰۰۰۰۰ تا ۲۴۰٬۰۰۰ ، رتبه چهارم کشنده‌ترین زلزله و ۹مین کشنده‌ترین بلایای طبیعی است. زمین‌لرزه ۲۰۰۸ سیچوان در سال ۲۰۰۸ که نزدیک به ۷۰۰۰۰ نفر جان خود را از دست داد ، بزرگترین زمان از سال ۱۹۷۶ بود.
جمهوری خلق چین در سال ۱۹۷۱ یک اداره ملی زلزله تأسیس کرد تا مسئولیت نظارت ، تحقیقات و واکنش اضطراری زلزله زدگان را به عهده بگیرد. این اداره در سال ۱۹۹۸ به مدیریت زلزله چین ( CEA ) تغییر نام یافت ، که طبق قانون پیشگیری از وقوع زلزله و کاهش بلایای طبیعی PRC  تحت شورای ایالتی مجاز شد. هر دولت شهری استانی ، مستقل منطقه ای و مرکزی که اداره می‌شود نیز دارای مدیریت زلزله خاص خود است که تحت هدایت CEA است.

## قحطی
چین شش از ۱۰ کشنده‌ترین قحطی در جهان داشت . دو مورد برتر در چین اتفاق افتاد. قحطی بزرگ چین بین سالهای ۱۹۵۸ و ۱۹۶۱ رخ داد که بین ۲۰ تا ۴۳ میلیون نفر در اثر بلایای طبیعی کشته شدند. گفته می‌شود قحطی دیگری که در سال ۱۹۰۷ رخ داد ، جان ۲۴ میلیون نفر را گرفت ، به عنوان شماره ۲ ثبت شد.

## مدیریت بحران
مرکز ملی کاهش بلایای طبیعی (NDRC) وزارت امور عمران (MCA) یک آژانس تخصصی تحت نظارت دولت چین است که در زمینه خدمات اطلاعاتی و پشتیبانی از تصمیمات در مورد انواع بلایای طبیعی فعالیت دارد. این مرجع برای بخشهای مدیریت حوادث در تصمیم‌گیری و پشتیبانی فنی خود از شرکتهای مربوط به کاهش بلایای چین از طریق جمع آوری و تجزیه و تحلیل اطلاعات مربوط به فاجعه ، ارزیابی بلایا و امداد اضطراری و تجزیه و تحلیل و مطالعه بلایا با استفاده از فناوری پیشرفته مانند سنجش از دور ماهواره ای استفاده می‌کند. .